# Сковронский, Андрей Андреевич
Андрей Андреевич Сковронский (род. 25 марта 1998, Москва) — российский хоккеист, вратарь «Ижстали».

## Клубная карьера
Начал заниматься хоккеем с четырёх лет в родной Москве в школе «Пингвинов», а уже через год по приглашению тренера вратарей перешёл в академию московского «Спартака» и прошёл всю её структуру. С 2015 года начал выступать в Молодёжной хоккейной лиге за МХК «Спартак». Дебютировал в МХЛ 12 сентября 2015 года в матче против МХК «Динамо» (Санкт-Петербург) (5:0). В своём дебютном сезоне в МХЛ провёл 12 матчей при 89,7 % отражённых бросков и коэффициенте надёжности 2.70. Всего выступал за молодёжную команду до конца сезона 2018/19 и провёл 152 матча при 92,1 % отражённых бросков и коэффициенте надёжности 2.12.
Летом 2019 года был переведён в фарм-клуб воскресенский «Химик». Дебютировал в ВХЛ 23 октября 2019 года в матче против «Тамбова» (3:0). Всего в дебютном сезоне в ВХЛ провёл 20 матчей при 93,2 % отражённых бросков и коэффициенте надёжности 1.89 в регулярном чемпионате, а также 3 матча в плей-офф при 93,5 % отражённых бросков и коэффициенте надёжности 2.35.
5 октября 2021 года дебютировал в КХЛ за основную команду в матче против магнитогорского «Металлурга» (0:4). 10 декабря 2021 года провёл свой первый полный матч в КХЛ против «Йокерита» (2:0), в котором также отстоял «на ноль». В сезоне 2021/22 провёл четыре игры в КХЛ при двух победах и 96,5 % спасений, большую часть сезона вратарь выступал за фарм-клуб красно-белых в ВХЛ, сыграв 34 матча при 18 победах и 91,5 % спасений. 24 мая 2022 года заключил новый двусторонний контракт с клубом на два года.
12 декабря 2022 года на правах аренды перешёл в «Авангард» до конца сезона 2022/23. В сезоне выступал за фарм-клуб «Омские крылья» в ВХЛ, проведя восемь матчей, в которых пропустил 16 шайб. По окончании арендного соглашения вернулся в «Спартак». Свой третий матч в КХЛ провёл лишь 21 сентября 2023 года против «Барыса» (6:3), совершив 33 спасения. 22 сентября 2023 года продлил контракт со «Спартаком» на два сезона.
29 июня 2024 года стал игроком «Тамбова». В сезоне 2024/25 был основным вратарём клуба, проведя 41 матч (16 побед), отразив 92,4 % бросков при коэффициенте надёжности 2.26. 6 июня 2025 года покинул «Тамбов», в этот же день стал игроком «Ижстали».